# Fahd da Arábia Saudita
Fahd bin Abdul Aziz Al-Saud (Riade, 1921 – Riade, 1 de agosto de 2005) foi Rei da Arábia Saudita entre 1982 e 2005, sendo o quinto rei da família Al Saud.
Fahd, cujo nome significa "leopardo" em árabe, governou a Arábia Saudita durante mais de duas décadas, passando por duas guerras do Golfo, uma queda espectacular dos preços do petróleo e o aparecimento da Al-Qaeda no reino. O rei Fahd defendeu várias propostas para encontrar uma solução para o conflito entre árabes e israelenses e era um dos homens mais ricos do mundo.[carece de fontes?]
Como "Rei da Arábia Saudita", era o guardião dos lugares santos do Islão de Meca e Medina. Devido a doença, desde 1995 que o soberano de facto era o seu irmão e sucessor Abdala bin Abdelaziz. Nesse ano sofreu uma embolia cerebral, e esteve confinado a uma cadeira de rodas, com graves problemas de memória. A sua saúde, já débil, era afectada por um transplante de rim devido a um cancro, por uma extracção da vesícula, pela diabetes e artrose.
Sexto filho dos mais de 40 que teve o rei Ibn Saud, fundador da moderna Arábia Saudita em 1932. Os seus antecessores, além de seu pai, foram o tio Saud e irmãos Faisal e Khalid.
Em 1945 o príncipe Fahd fez a sua primeira visita oficial no estrangeiro para assistir à inauguração das Nações Unidas, cerimónia que decorreu em Nova Iorque, nos Estados Unidos.
Foi Faisal quem se encarregou de apresentá-lo na cena política em 1952, depois de realizar estudos islâmicos e de cultura ocidental. O seu primeiro cargo foi o de ministro da educação em 1953 e nesse cargo permitiu pela primeira vez o acesso das mulheres à escola pública e introduziu o ensino da ciência). Dez anos mais tarde quando foi nomeado ministro do interior.[carece de fontes?]
Em 1964, após a destituição do rei Saud e subida ao trono do seu irmão Faisal, foi designado segundo na hierarquia do governo. Também dirigiu os conselhos superiores de petróleo, a universidade, e as segurança nacional e a segurança da Peregrinação a Meca.
Tornou-se herdeiro em 1975, depois do assassinato do seu irmão Faisal e ascensão ao trono de Khalid.

## Reinado
Quando subiu ao trono em 1982, Fahd foi confrontado com a queda em vinte por cento dos preços de petróleo e realizou importantes reformas económicas, nomeadamente cortes maciços nas subvenções públicas. Reformou também as forças armadas do reino, gastando, entre 1985 e 1991, quase 50 mil milhões de dólares para fazer face às ameaças iraquianas, segundo a revista especializada Jane´s Intelligence Weekly.
Em 1982, Fahd viu seu plano de paz para o Oriente Médio, uma iniciativa que oferecia a paz a Israel em troca da devolução dos territórios palestinos, ser adotado pela Liga Árabe – e depois ser retomada quase nos mesmos moldes como a Iniciativa de Paz Árabe.
Após a invasão do Kuwait pelo Iraque de Saddam Hussein, em agosto de 1990, Fahd tomou a histórica decisão de autorizar a presença das forças norte-americanas na Arábia Saudita, berço do Islão e onde estão as mesquitas santas das cidades de Meca e Medina.
A guerra do Golfo, em 1991, e a chegada das tropas da coligação ao território saudita começaram a quebrar os tabus de uma sociedade fundada sobre o wahabismo, uma das interpretações mais rígidas do Islão.[carece de fontes?]
Em 1992, Fahd decide lançar as primeiras reformas políticas da história do reino, criando em 1993 um Conselho Consultivo e promulga a Lei Fundamental inspirada na lei islâmica.
A aliança militar com Washington começa, entretanto, a provocar a cólera dos fundamentalistas, nomeadamente de jovens sauditas como Osama bin Laden, que regressam triunfantes do Afeganistão após terem combatido o Exército Vermelho (da União Soviética) ao lado dos mujahidins.